# 선일교통
선일교통(鮮一交通)은 서울특별시의 시내버스 회사이고 본사는 서울특별시 강북구 4.19로 84 (수유동)에 있다.
차고지 사정으로 인해 서울특별시의 시내버스 회사 중에서 유일하게 저상버스를 단 1대도 투입하고 있지 않은 회사이다.

## 선일교통 연혁
2004년 서울시내버스 체계개편 이전
- 1969년 2월 12일: 화계교통으로 설립
- 1974년 10월 1일: 사명을 화계교통에서 미아운수로 변경
- 1990년: 좌석버스 27번(쌍문APT ~ 서울역) 개통과 동시에 사명을 미아운수에서 선일교통으로 변경
- 1991년: 도시형버스 127번 쌍문APT ~ 동대문에서 4.19국립묘지 차고지로 연장
- 1992년: 좌석버스 27번 4.19국립묘지 ~ 서울역으로 노선변경
- 1997년: 좌석버스 27번을 도시형버스 127번에 흡수 4.19국립묘지 ~ 신당동으로 연장
- 1998년: 우신운수로부터 도시형버스 146-1번(풍납동 ~ 왕십리) 폐선으로 인한 잉여차량을 인수

2004년 서울시내버스 체계개편 이후
- 2004년 7월 1일: 2004년 서울특별시 버스 개편과 함께 지선버스 2개와 간선버스 1개 노선으로 운행 개시
- 2013년 6월 27일: 지선버스 1126번 기존노선에서 우이교사거리 - 강북구청 - 광산사거리 - 4.19국립묘지 구간이 연장되면서 기점이 안방학동에서 4.19국립묘지로 변경
- 2013년 9월 26일: 지선버스 1119번 기존노선에서 녹천역으로 연장
- 2015년 12월 13일: 서울역고가도로 폐쇄에 따라 간선버스 104번이 서울역 버스 환승센터로 변경
- 2022년 7월 25일: 사모펀드 '차파트너스'에 피인수

## 운행 노선
2023년 5월 13일 기준이다.
| 운행노선 | 운행구간         | 운행구간 | 운행구간 | 배차간격 (분) | 인가 대수 | 비고                                                                                          |
| -------- | ---------------- | -------- | -------- | ------------- | --------- | --------------------------------------------------------------------------------------------- |
| 104번    | 강북청소년수련관 | ↔        | 서울역   | 2~10          | 25        | 2004년 7월 1일 신설                                                                           |
| 1119번   | 강북청소년수련관 | ↔        | 녹천역   | 5~7           | 22        | 구 423번 연장                                                                                 |
| 1126번   | 강북청소년수련관 | ↔        | 안방학동 | 5~7           | 19        | 구 432번 연장                                                                                 |
| 8101번   | 도봉보건소       | ↔        | 시청역   | 10~20         | 2         | 맞춤버스. 2023년 2월 1일 수요일 신설, 진아교통, 한성여객, 삼양교통, 아진교통과 공동 배차 운행 |

## 보유 차종
- 현대자동차: 그린시티, 뉴 슈퍼 에어로시티

## 갤러리

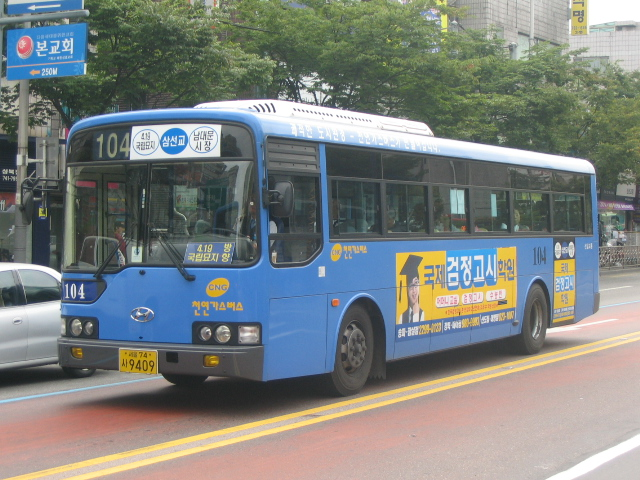
서울시내버스 104번 (대차 전)